# Yahoo! 360° Plus
Yahoo! 360° Plus là một trang dịch vụ mạng xã hội và blog của Việt Nam do Yahoo! vận hành. Nền tảng này tương tự với Yahoo! 360° và là trang blog Yahoo! 360° bản địa duy nhất tính đến nay trên thế giới. Trang web được thành lập với nhiều dịch vụ mới khác dành cho Yahoo! Việt Nam ví dụ như Yahoo! Music (đã không còn hoạt động kể từ năm 2009). Tính đến tháng 1 năm 2010, số lượng người dùng đăng ký sử dụng blog này đã tăng lên mốc 1.500.000 tài khoản.